# Svenska kyrkan i Hamburg
Svenska kyrkan i Hamburg eller Svenska Gustaf Adolfskyrkan är en av Svenska kyrkans utlandsförsamlingar. 

## Administrativ historik
Församlingen bildades 1883. 

## Komministrar
| Ämbetstid | Namn            | Levnadstid | Övrigt |
| --------- | --------------- | ---------- | ------ |
| 1980–1984 | Birger Sandgren | 1928–      | [ 1 ]  |
| 2012–2016 | Nisse Renman    | 1950–      | [ 2 ]  |

### Fotnoter
1. ↑  1920–1922 Styrelsen för svenska kyrkan i utlandet SKUT i Sveriges statskalender 1984
2. ↑   Matrikel 2016: Svenska kyrkan (69:a utgåvan). Stockholm: Verbum. 2016. sid. 418. ISBN 978-91-5263615-2